# Perigona bembidioides
Perigona bembidioides is een keversoort uit de familie van de loopkevers (Carabidae). De wetenschappelijke naam van de soort werd voor het eerst geldig gepubliceerd in 1936 door Charles Alluaud.